# Daniela Zini
Daniela Zini, italijanska alpska smučarka, * 30. maj 1959, Livigno.
Nastopila je na olimpijskih igrah 1980 in 1984, kjer je sedma in deveta v slalomu. Na svetovnih prvenstvih je osvojila bronasto medaljo v slalomu leta 1982. V svetovnem pokalu je tekmovala osem sezon med letoma 1979 in 1986 ter dosegla dve zmagi in še devet uvrstitev na stopničke. V skupnem seštevku svetovnega pokala se je najvišje uvrstila na deveto mesto leta 1980, leta 1981 je osvojila tretje mesto v slalomskem seštevku.